# جوشوا ديفيس
جوشوا ديفيس (بالإنجليزية: Joshua Davis)‏ هو كاتب وصحفي أمريكي، ولد في 1974.